# آنسووی
آنسووی (به فرانسوی: Ansouis) یک کمون در فرانسه است که در بخش اپ واقع شده‌است. آنسووی ۱۷٫۶۳ کیلومتر مربع مساحت دارد.